# منتصف ليلة خاصة
منتصف ليلة خاصة (بالإنجليزية: Midnight Special)‏ هو فيلم خيال علمي تم إنتاجه في اليونان والولايات المتحدة وصدر في سنة 2016. من بطولة مايكل شانون وجويل إجيرتون وكيرستين دانست وآدم درايفر وسام شيبارد والطفل جايدن مارتيل.

## القصة
يحكي الفيلم قصة الطفل ألتون الخارق للطبيعة تبحث عنه مجموعة دينية والشرطة، ويقوم والداه بمحاولة إبعاده عنهم وإرساله إلى العالم الآخر الذي ينتمي إليه.

## وصلات خارجية
- منتصف ليلة خاصة على موقع IMDb (الإنجليزية)
- منتصف ليلة خاصة على موقع ميتاكريتيك (الإنجليزية)
- منتصف ليلة خاصة على موقع روتن توميتوز (الإنجليزية)
- منتصف ليلة خاصة على موقع نتفليكس (الإنجليزية)
- منتصف ليلة خاصة على موقع قاعدة بيانات الأفلام العربية
- منتصف ليلة خاصة على موقع ألو سيني (الفرنسية)
- منتصف ليلة خاصة على موقع Turner Classic Movies (الإنجليزية)
- منتصف ليلة خاصة على موقع أول موفي (الإنجليزية)
- منتصف ليلة خاصة على موقع فيلمافينيتي (الإسبانية)
- منتصف ليلة خاصة على موقع قاعدة بيانات الفيلم (الإنجليزية)